# Cèdre
 (avril 2023).
Si vous disposez d'ouvrages ou d'articles de référence ou si vous connaissez des sites web de qualité traitant du thème abordé ici, merci de compléter l'article en donnant les références utiles à sa vérifiabilité et en les liant à la section « Notes et références ».
Cedrus
Cet article concerne le genre Cedrus. Pour les autres significations, voir Cèdre (Guyane) et Thuya.
Genre
Répartition géographique
Cedrus, le Cèdre, est un genre de conifères de la famille des Pinacées, originaire du Moyen-Orient, d'Afrique du Nord et de l'Himalaya, acclimaté en Europe, comprenant des espèces d'arbres majestueux, à bois odorant, à cime conique ou étalée, très utilisées pour l'ornementation des parcs. Les branches de cette espèce sont étalées horizontalement et en plans superposés.
Le mot « cèdre » vient du latin cedrus, issu lui-même du grec, qui désignait aussi bien le genévrier cade.
Le Cèdre (Cedrus libani) est l'arbre symbole du Liban et sa silhouette figure sur le drapeau de ce pays.
Le Maroc et l’Algérie possèdent la principale cédraie (Cedrus atlantica) du bassin méditerranéen, sur 134 000 hectares.
En Guyane française, le terme « cèdre » recouvre un sens botanique très différent, tandis qu'au Canada, ce mot désigne souvent les thuyas.

## Caractéristiques

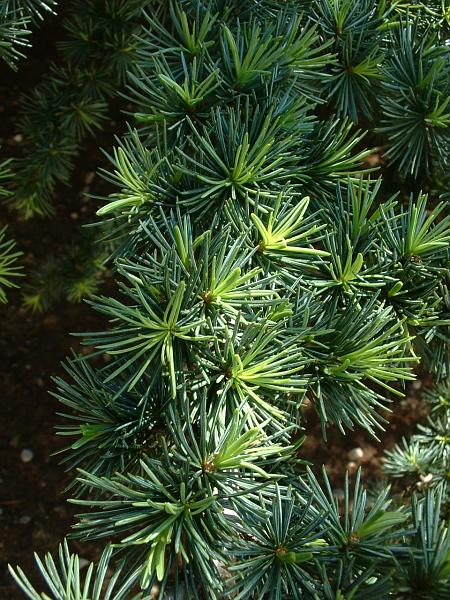
Aiguilles de Cèdre de l'Atlas (Cedrus atlantica).

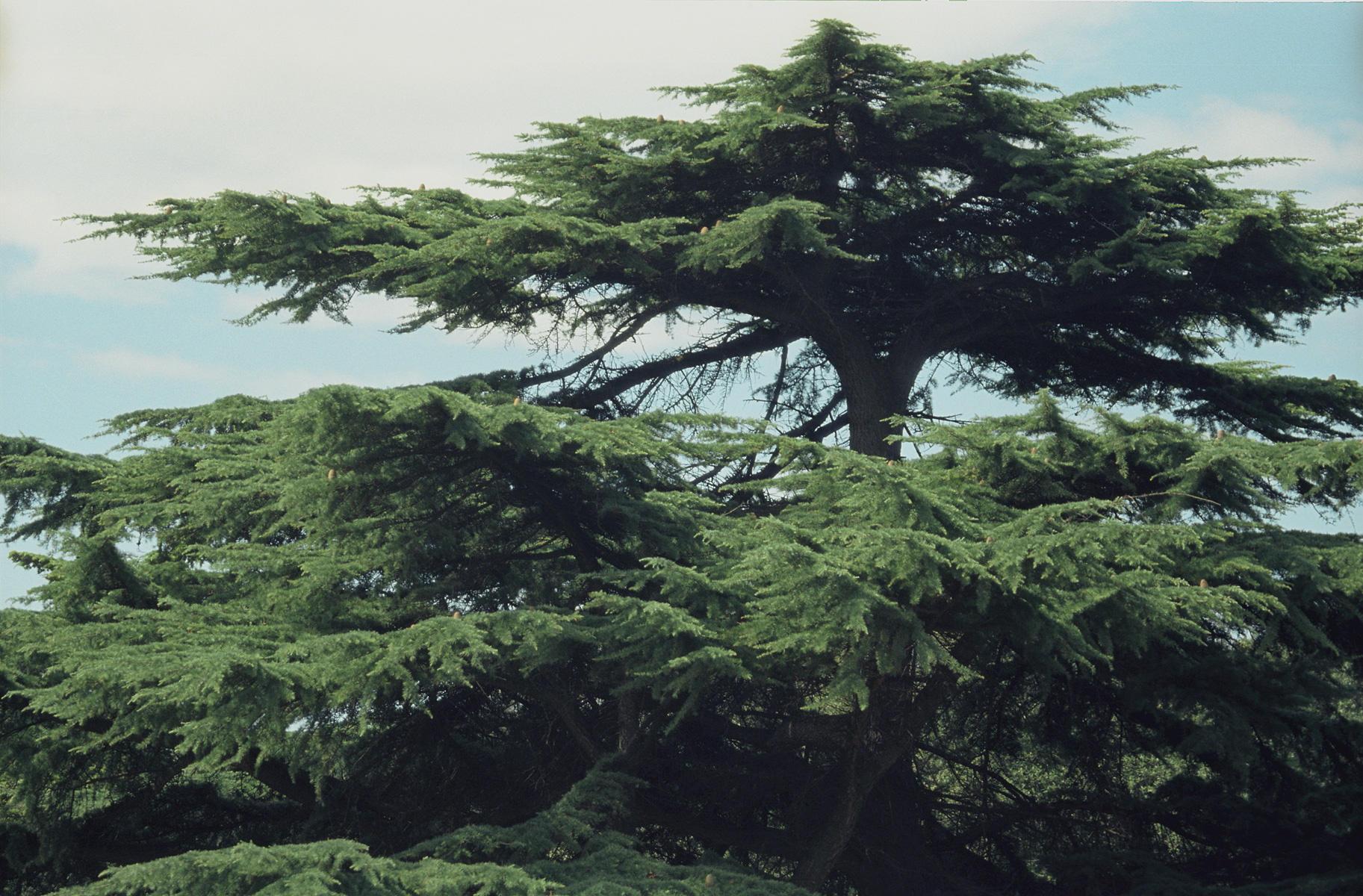
Le cèdre adulte a un port tabulaire et des couleurs caractéristiques, notamment appréciés dans les parcs et jardins ; qui ont contribué à sa diffusion hors de son habitat naturel.

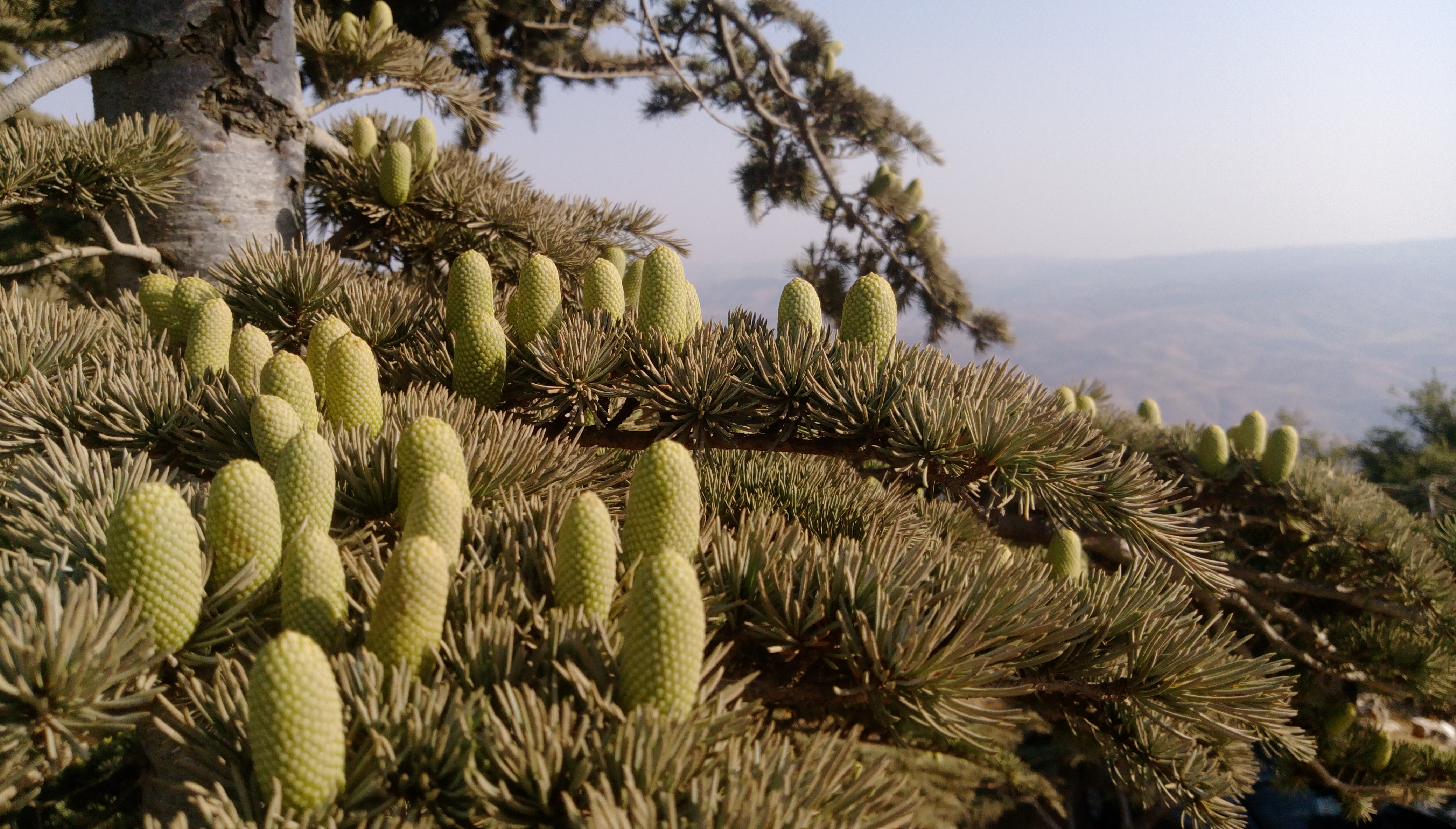
Cèdre dans le gouvernorat d'Ajlun, Jordanie. Aout 2016.

Les cèdres sont de grands arbres, de 25 à 50 m de haut, dont la cime aiguë dans le jeune âge prend une forme tabulaire caractéristique à partir de 30 ans. Les branches sont très étalées à l'horizontale.
Les « feuilles » sont des aiguilles persistantes, courtes (2 à 4 cm), un peu piquantes, mais plus longues (3 à 6 cm) et plus souples chez le Cèdre déodar ; elles sont réunies en rosettes sur des rameaux courts.
Les cônes femelles, ovoïdes oblongs, de 6 à 11 cm de long sur 4 à 6 cm de diamètre, sont dressés et les écailles minces se détachent avant la chute du cône. Les graines triangulaires sont ailées.
Les cèdres peuvent vivre plus de 2 000 ans ; cependant le plus ancien actuellement est âgé d'environ 1 254 ans.
Ils sont reconnus pour leur croissance rapide[réf. nécessaire].

## Espèces
Les espèces de cèdres sont les suivantes :
- Cèdre du Liban, Cedrus libani cirque. Rich. ;
- Cèdre de l'Atlas, Cedrus atlantica (Endl.) G. Manetti ex Carrière ;
- Cèdre de Chypre, Cedrus brevifolia (Hook. f.) A. Henry, 1908 ;
- Cèdre de l'Himalaya ou Cèdre déodar, Cedrus deodara (Roxb. ex D. Don) G. Don.

- Cette clé de détermination est inspirée de celle de Pierre Quézel (1998)[1] :
  - Cônes femelles arrondis au sommet, grands (9-15 cm), à écailles glabres extérieurement ; aiguilles longues de 2,5-5 cm,  vert clair et souples ; rameaux terminaux pleureurs ; sommet pointu : Cedrus deodara
  - Cônes femelles ombiliqués au sommet, plus petits et ne dépassant pas 10 cm de long, à écailles finement tomenteuses extérieurement ; aiguilles longues de 0,8-2,5 cm ; rameaux généralement dressés ; sommet tabulaire ou un peu arrondi
    - Aiguilles longues de 0,8-1,5 cm larges de 1,5-2 mm, en général distinctement incurvées, coriaces et acuminées ; cônes femelles ne dépassant pas en général 8 cm de longueur : Cedrus brevifolia
    - Aiguilles longues de 1,5-2,2 cm, larges de 1-1,5 mm, rectilignes ou sinueuses, ni coriaces, ni distinctement acuminées simplement aiguës ; cônes femelles de 8-10 cm de longueur
      - Aiguilles longues de 8-19 mm, à apex longuement corné, cônes femelles longs de 7-10 cm, rameaux jeunes densément pubescents : Cedrus atlantica
      - Aiguilles longues de 15-25 mm, à apex brièvement corné, cônes femelles longs de 5-8 cm, rameaux jeunes glabres ou glabrescent : Cedrus libani

Certains auteurs considèrent le cèdre de l'Atlas et le cèdre de Chypre comme des variétés de cèdre du Liban. Ceci donne donc :
- Cèdre du Liban, Cedrus libani var. libani cirque. Rich. ;
  - Cèdre de l'Atlas, Cedrus libani var. atlantica (Endl.) G. Manetti ex Carrière,
  - Cèdre de Chypre, Cedrus libani var. brevifolia (Hook.f.) A. Henry, 1908 ;
- Cèdre de l'Himalaya, Cedrus deodara (Roxb. ex D. Don) G. Don.

D’autres auteurs considèrent le cèdre de l'Atlas et le cèdre de Chypre comme des sous-espèces du cèdre du Liban ayant eux-mêmes plusieurs variétés. Ceci donne donc :
- Cèdre du Liban, Cedrus libani subsp. libani cirque. Rich. ;
  - Cèdre de l'Atlas, Cedrus libani subsp. atlantica (Endl.) G. Manetti ex Carrière,
    - Cèdre de l'Atlas dorée, Cedrus libani subsp. atlantica var. aurea,
    - Cèdre bleu de l'Atlas, Cedrus libani subsp. atlantica var. glauca,
    - Cèdre pleureur, Cedrus libani subsp. atlantica var. pendula,
    - Cèdre bleu pleureur, Cedrus libani subsp. atlantica var. glauca pendula,
    - Cèdre de l'Atlas fastigié, Cedrus libani subsp. atlantica var. fastigiata,
    - Cèdre de l'Atlas pyramidal, Cedrus libani subsp. atlantica var. pyramidalis ;

  - Cèdre de Chypre, Cedrus libani subsp. brevifolia (Hook.f.) A. Henry, 1908 ;
- Cèdre de l'Himalaya, Cedrus deodara (Roxb. ex D. Don) G. Don.

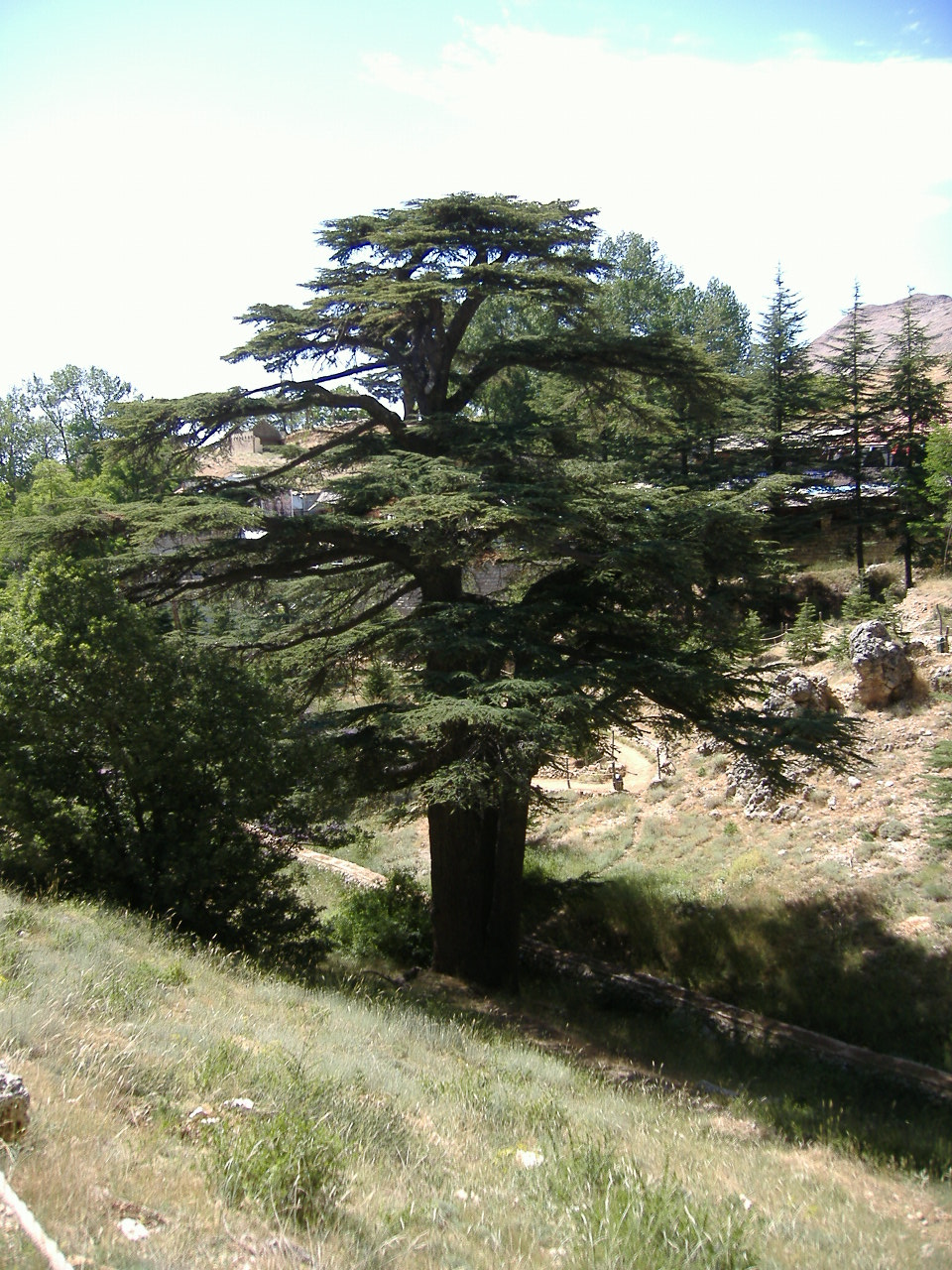
Cèdre du Liban.
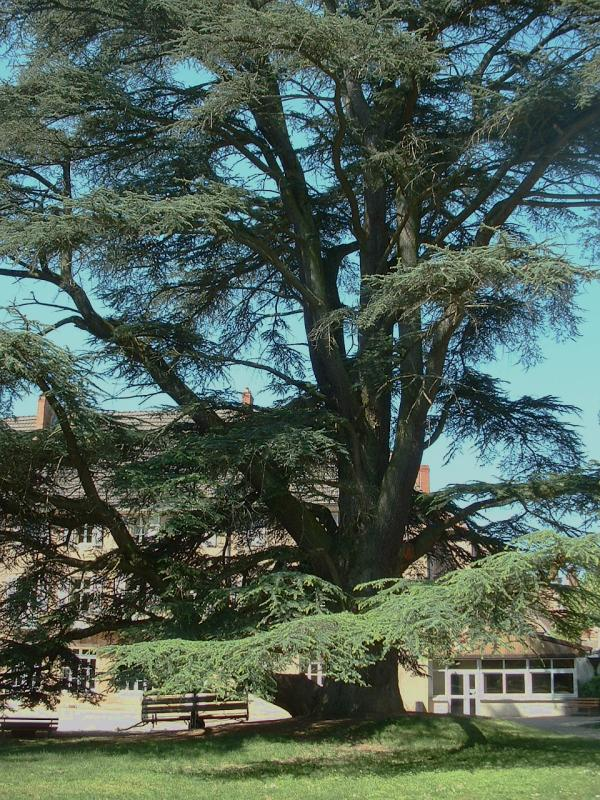
Cèdre de l'Atlas.
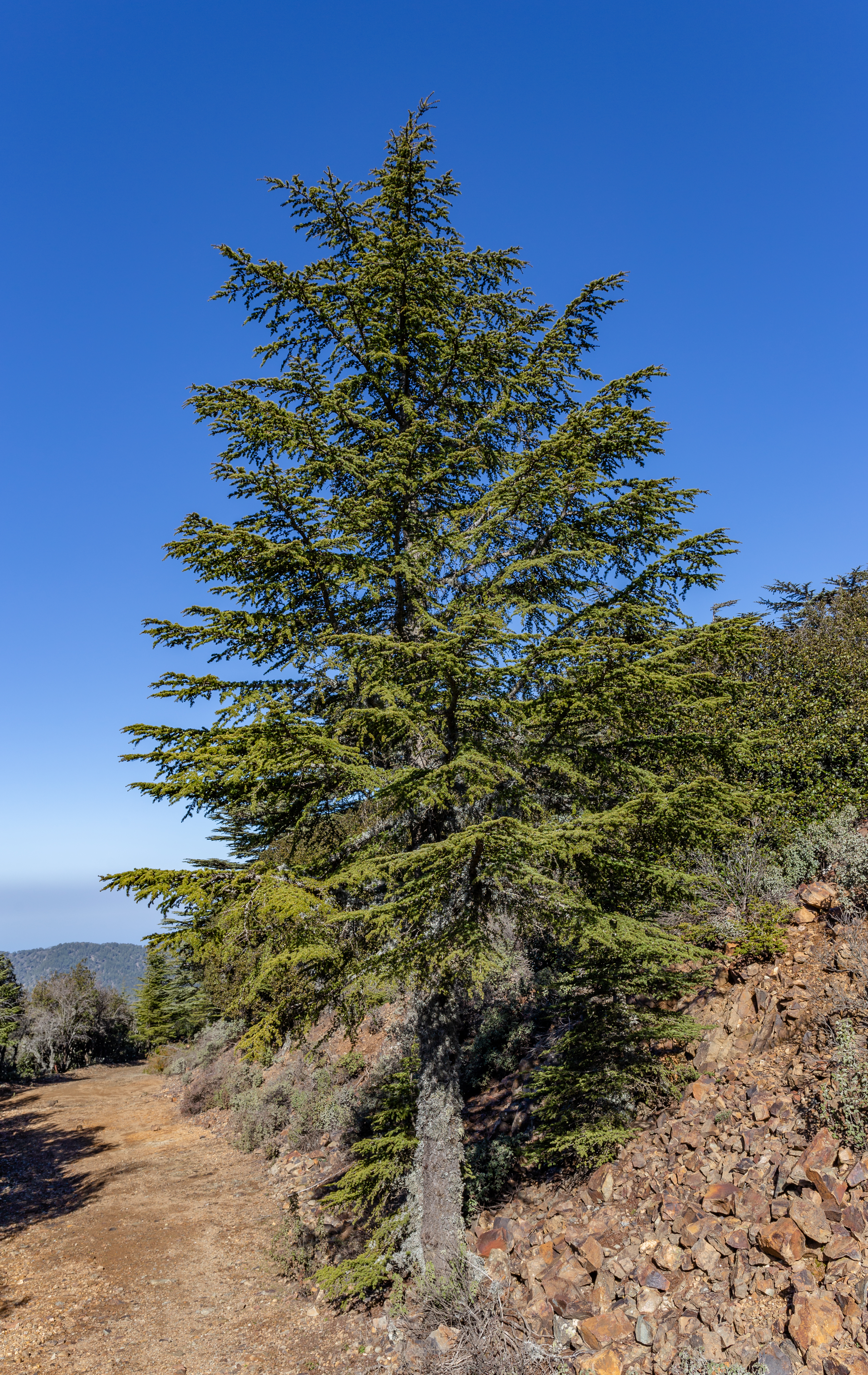
Cèdre de Chypre.
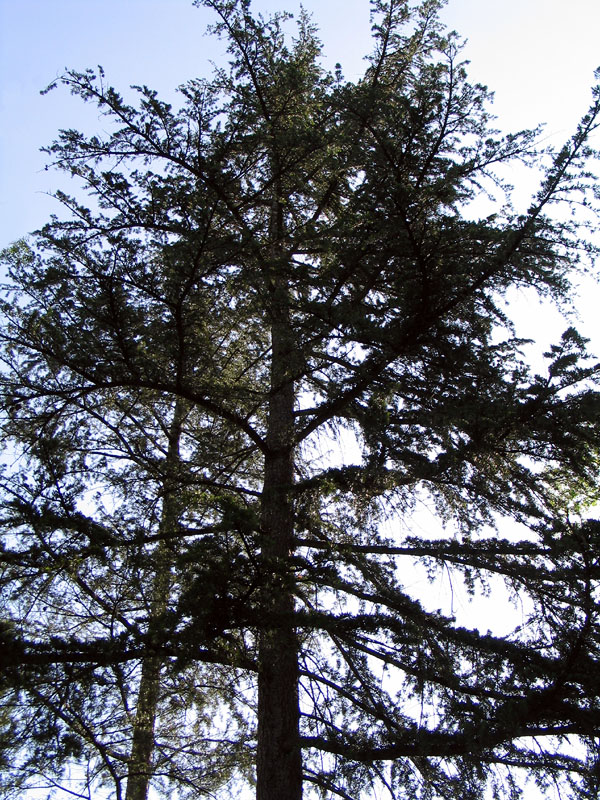
Cèdre de l'Himalaya

## Phylogénétique et biogéographie

### Phylogénétique
|  | Cedrus atlantica                                                    |
|  |                                                                     |
|  | \| \| Cedrus brevifolia \| \| \| \| \| \| Cedrus libani \| \| \| \| |
|  |                                                                     |
|  | Cedrus brevifolia                                                   |
|  |                                                                     |
|  | Cedrus libani                                                       |
|  |                                                                     |

|  | Cedrus brevifolia |
|  |                   |
|  | Cedrus libani     |
|  |                   |

|  | Cedrus atlantica                                                    |
|  |                                                                     |
|  | \| \| Cedrus brevifolia \| \| \| \| \| \| Cedrus libani \| \| \| \| |
|  |                                                                     |
|  | Cedrus brevifolia                                                   |
|  |                                                                     |
|  | Cedrus libani                                                       |
|  |                                                                     |

|  | Cedrus brevifolia |
|  |                   |
|  | Cedrus libani     |
|  |                   |

|  | Cedrus atlantica                                                    |
|  |                                                                     |
|  | \| \| Cedrus brevifolia \| \| \| \| \| \| Cedrus libani \| \| \| \| |
|  |                                                                     |
|  | Cedrus brevifolia                                                   |
|  |                                                                     |
|  | Cedrus libani                                                       |
|  |                                                                     |

|  | Cedrus brevifolia |
|  |                   |
|  | Cedrus libani     |
|  |                   |

|  | Cedrus atlantica                                                    |
|  |                                                                     |
|  | \| \| Cedrus brevifolia \| \| \| \| \| \| Cedrus libani \| \| \| \| |
|  |                                                                     |
|  | Cedrus brevifolia                                                   |
|  |                                                                     |
|  | Cedrus libani                                                       |
|  |                                                                     |

|  | Cedrus brevifolia |
|  |                   |
|  | Cedrus libani     |
|  |                   |

Les délimitations d'espèces au sein du genre Cedrus dans les Pinaceae ont été controversées. Le genre Cedrus a été classé dans la sous-famille des Laricoideae avec Larix et Pseudolarix sur la base de l’implémentation des aiguilles, de la présence de rameaux courts et de la forme des coussinets foliaires. Cette classification n'a pas été retenue, une étude phylogénétique de 2022 a révélé que Cedrus avait une position différente dans la classification, ce genre fut donc rattaché à la sous-famille des Abietoideae, tribu des Cedreae.
Cette même étude a démontré que Cedrus libani et Cedrus brevilfolia étaient deux espèces proches. Cedrus deodora fut la première a diverger du genre, puis ce fut Cedrus atlantica qui se sépara de la lignée.

### Biogéographie
Des traces fossiles de Cèdres ont été découvertes dans plusieurs régions de l'Eurasie : 
- datant de l'Oligocène dans l'ouest du Kazakhstan,
- du Miocène dans le sud-ouest de l'Europe,
- du Pliocène dans le sud-est de l'Europe
- et du début du Pléistocène dans le massif de l'Ahaggar, au centre du Sahara.

Cette répartition spatiale et temporelle semble démontrer que le cèdre serait originaire des latitudes élevées de l'Eurasie. Les conditions climatiques du Cénozoïque aurait repoussé le Cèdre vers le sud jusqu'à provoquer sa complète disparition du continent européen.

## Pathologie
Les cèdres servent de plante-hôte à certaines espèces de chenilles, par exemple Thaumetopoea spp. et Agrotis segetum (sur Cedrus deodara).

## Utilisation

### Arbres d'ornement
Les cèdres ont été introduits en Europe où ils sont largement utilisés comme arbres d'ornement dans les parcs publics et les jardins. Il en existe de nombreuses variétés horticoles.
Une des variétés les plus connues est le « cèdre bleu », Cedrus atlantica 'Glauca', qui existe aussi en forme d'arbre pleureur, Cedrus atlantica 'Glauca pendula'.

### Essence de reboisement
Le cèdre de l'Atlas a été très employé au XIXe siècle, vers 1860, pour reboiser les pentes dénudées du mont Ventoux, du petit Luberon dans le sud du Vaucluse, constituant la plus grande forêt de cèdres d'Europe occidentale à la suite d'un pari entre deux ingénieurs forestiers en 1863 ; la cédraie s'y développe sur 500 hectares à 700 m d'altitude, du mont Aigoual, et des Pyrénées. Il constitue désormais, entre 800 et 1 000 m d'altitude, des peuplements remarquables qui se régénèrent abondamment.
Dans les années 1990, environ 20 000 hectares de cèdres ont été replantés dans le Sud de la France.

### Bois d'œuvre
À ce sujet, il faut citer l'utilisation du bois de cèdre du Liban pour la construction du premier Temple de Jérusalem vers 976 av. J.-C. Ce bois a le mérite, outre son odeur particulière, d'éloigner les insectes et les vers. Le cèdre, erez en hébreu, est l'arbre le plus souvent cité dans la Bible.
C'est cependant un bois assez cassant, ce qui limite son emploi pour les charpentes.
Ses propriétés d'imputrescibilité le faisaient employer aussi pour la construction navale et la fabrication de sarcophages.
Le bois précieux du cèdre du Liban sert aux artisans pour la confection de boîtes à bijoux, de coffrets…
Il ne faut pas confondre le bois de cèdre avec le bois d'appellation commerciale red cedar, qui est du thuya géant de Californie, utilisé essentiellement en recouvrement pour les murs extérieur (Bevel-siding) ou les toitures sous forme de tuiles (bardeaux).

### Les cônes: conservation

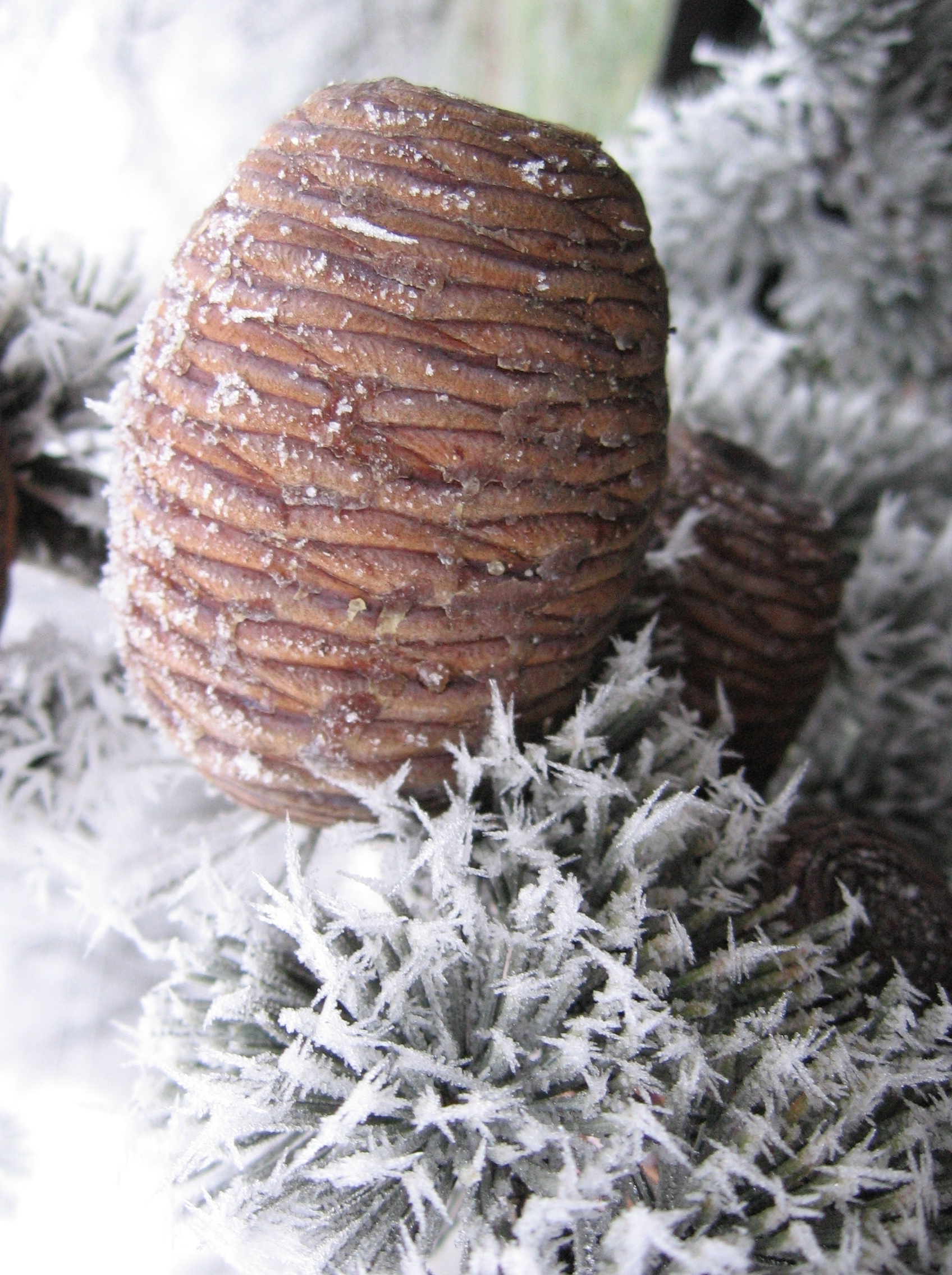
Un cône de Cèdre recouvert de givre.

Les cônes produits par le cèdre du Liban ont une forme très typée de petit tonneau ovoïde. Très décoratifs, il n'est pourtant pas facile de les faire sécher sans qu'ils se désagrègent, perdant toutes les écailles, il ne reste alors souvent qu'un petit bâton central. Il existe cependant une astuce pour les garder entiers : les ramasser encore verts, les faire se déshydrater dans un congélateur pendant au moins 6 mois et ensuite les tremper dans un mélange de colle blanche et d'eau (50 %) et les laisser sécher.

### Autres utilisations
Le cèdre est réputé pour la construction des embauchoirs, pour ses propriétés d'absorption et son parfum afin de limiter les mauvaises odeurs.

### Cèdre et santé

#### Essence et résine
L'huile essentielle aromatique du cèdre de l'Atlas a des propriétés antifongique, antiseptique, cicatrisante, astringente et décongestionnante pour les voies respiratoires.[réf. nécessaire] L'huile essentielle de cèdre de l'Atlas possède également la propriété de régénération cutanée.[réf. nécessaire]
Elle contient des sesquiterpènes : béta-himachalène (48,03 %), alpha-himachalène (16,80 %), gamma-himachalène (10,24 %), ar-himachalène (0,50 %), delta-cadinène (1,67 %), alpha-cédrène (0,90 %), alpha-calacorène (0,68 %), (E)-alpha-bisabolène (0,59 %) et des cétones sesquiterpéniques : (E)-alpha-atlantone (2,97 %), (Z)-gamma-atlantone (0,83 %), (E)-gamma-atlantone (2,43 %), (Z)-alpha-atlantone (0,68 %). Elle ne doit pas être appliquée pure (risque d'irritation de la peau) ni chez la femme enceinte ni chez le jeune enfant, ni chez l'épileptique, ni à fortes doses (Cf. action abortive et neurotoxique à long terme).[réf. nécessaire]
On la dit aussi relaxante, drainante, lymphotonique et diurétique, lipolytique (élimination des graisses). Elle contribuerait à la qualité du réseau artériel et du cuir chevelu (antipelliculaire, comme l'huile de cade).[réf. nécessaire]
Elle éloigne les moustiques et mites.
Il ne faut pas la confondre avec l'huile de cèdre (en) utilisée pour l'observation microscopique, qui est tirée du genévrier de Virginie, parfois appelé  « cèdre de Virginie ».
Chez les Égyptiens anciens, l'essence de cèdre et sa résine entraient dans les préparations servant à embaumer les momies.
Encore aujourd'hui, cette propriété naturelle est mise à profit pour réaliser en bois de cèdre des cintres et des boules à suspendre dans les armoires. Les substances aromatiques qui se dégagent sont un excellent répulsif contre les mites.

## Allergie au pollen de cèdre
Le pollen de cèdre est plutôt gros (90 à 50 µm) mais il peut être transporté sur de grandes distances. Il n'est pas réputé allergène. Une certaine confusion est entretenue par le fait que les Anglo-Saxons appellent cèdres énormément d'arbres qui n'en sont pas. Ainsi au Japon, un nouveau type d'allergie est en forte augmentation où elle touche maintenant plusieurs millions de personnes, due au Cryptomère du Japon (Cryptomeria japonica) appelé de façon erronée « Cèdre du Japon ».

## Autres arbres appelés «cèdre»
D'autres espèces d'arbres sont fréquemment nommées « cèdre », bien qu'elles ne soient pas apparentées au genre Cedrus. Les anglophones ont pour habitude d'appeler cedar (cèdre) de nombreux conifères de la famille des Cupressacées, du fait de leur bois léger, odorant et durable. Ces noms sont parfois traduits littéralement en français, bien qu'il existe généralement des noms français plus usités et plus caractéristiques des genres. Des arbres feuillus, en particulier dans la famille des Méliacées, portent aussi ce nom pour les mêmes raisons. Le « Cèdre de Sibérie » désigne quant à lui un pin blanc (genre Pinus, Pinacées) lorsque son nom est traduit du russe. La liste ci-dessous n'est pas exhaustive :
- Cèdre rouge occidental, Cèdre de l'Ouest ou Thuya géant de Californie (Thuja plicata).
- Cèdre blanc ou Thuya du Canada, Thuya occidental (Thuja occidentalis).
- Cèdre rouge oriental ou Genévrier de Virginie (Juniperus virginiana).
- Cèdre rouge du Japon ou Cryptoméria du Japon (Cryptomeria japonica).
- Cèdre à encens ou Calocèdre (Calocedrus decurrens).
- Cèdre de l'Alaska ou Cyprès de Nootka (Cupressus nootkatensis).
- Cèdre de Goa ou Cèdre de Bussaco, plutôt appelé en français Cyprès du Mexique ou Cyprès du Portugal (Cupressus lusitanica).
- Cèdre du Cap ou Cyprès de Clanwilliam, Cyprès africain (Widdringtonia cedarbergensis).
- Cèdre chinois ou Cédrèle de Chine, Acajou chinois (Toona sinensis).
- Cèdre espagnol, Cèdre de Cuba ou Acajou amer (Cedrela odorata).
- Cèdre rouge d'Australie (Toona ciliata).
- Cèdre de Sibérie ou Pin de Sibérie (Pinus sibirica).

## Symbolique
Les noces de cèdre symbolisent les 49 ans de mariage dans le folklore français.

Le cèdre sur le drapeau du Liban.
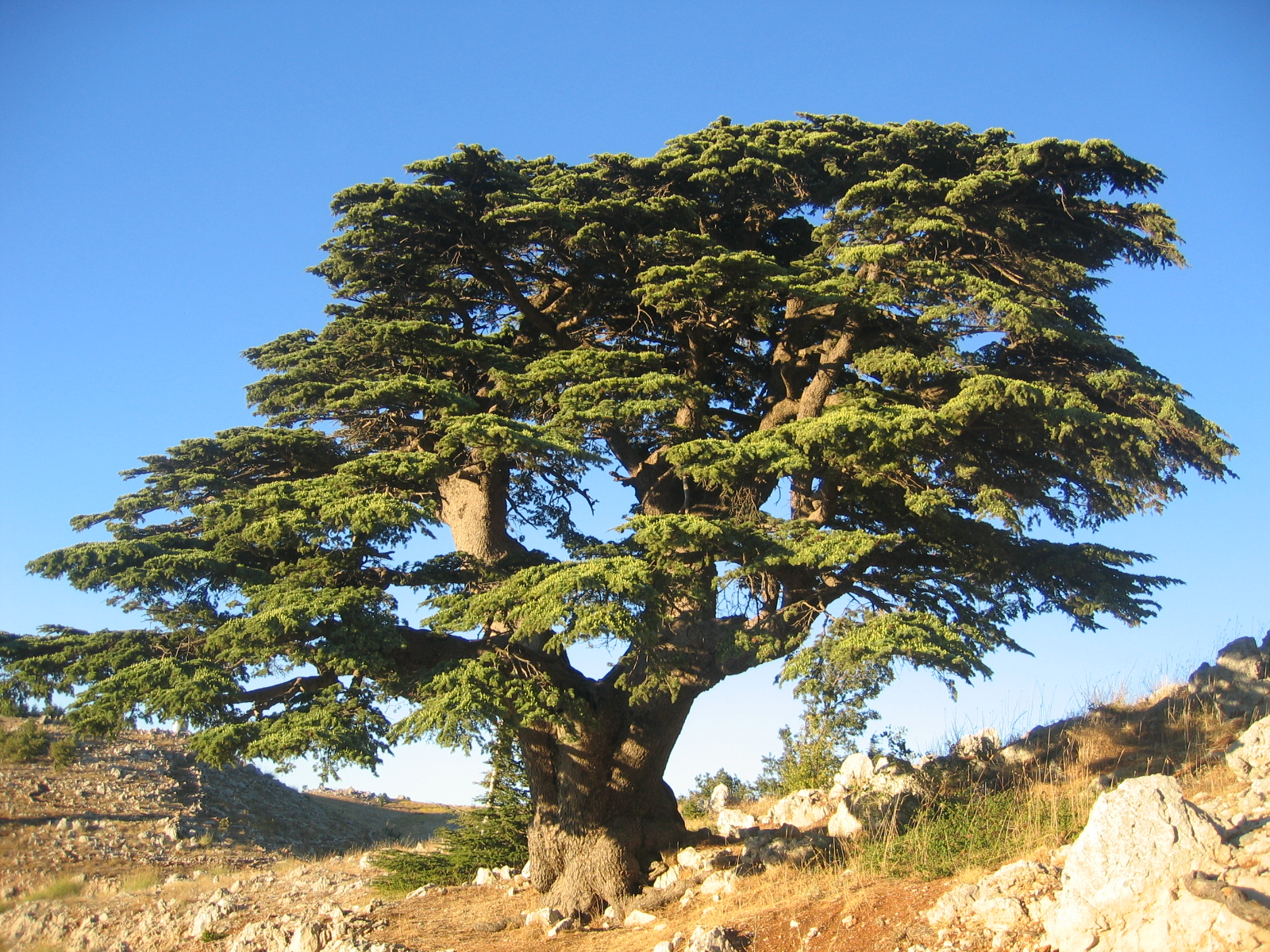
Cèdre du liban (Barouk, 2005).

Le cèdre est comme le cyprès apprécié pour sa solidité ; on l'aimait aussi autrefois pour l'odeur de sa résine. On l’utilisait en Égypte pour construire des navires, des meubles, des sarcophages et divers ustensiles. Le roi Salomon l’employa pour bâtir le temple de Jérusalem. « Le juste pousse comme un palmier, s’étend comme un cèdre du Liban » lit-on dans le psaume XCII, 13. Le père de l’église Origène d’Alexandrie (185–254) se servit de son image à des fins d’instruction morale :  « le cèdre ne pourrit pas. Faire de cèdre les poutres de nos demeures, c’est préserver l’âme de la corruption ». Le patriarche Cyrille d’Alexandrie (380–444) comparait quant à lui le bois de cèdre à la chair du Christ qui resta imputrescible. Seule la colère de Dieu est plus forte que le cèdre :  « la voix du seigneur casse les cèdres, le Seigneur fracasse les cèdres du Liban » (psaume XXIX,5).

## Calendrier républicain
- Le cèdre voit son nom attribué au 13e jour du mois de frimaire du calendrier républicain ou révolutionnaire français[8], généralement chaque 3 décembre du calendrier grégorien.

## Espèces fossiles
Selon The International Fossil Plant Names Index (IFPNI) (11 novembre 2023) :
- Cedrus admirabilis
- Cedrus angusta
- Cedrus baltica
- Cedrus benstedii
- Cedrus contina
- Cedrus cornetii
- Cedrus crispa
- Cedrus cristata
- Cedrus deformis
- Cedrus densireticulata
- Cedrus deodariformis
- Cedrus dubia
- Cedrus elongata
- Cedrus hebridica
- Cedrus incurvata
- Cedrus insignis
- Cedrus janschinii
- Cedrus kazachstanica
- Cedrus laevigata
- Cedrus laxireticulata
- Cedrus leckenbyi
- Cedrus lennieri
- Cedrus leptoderma
- Cedrus libaniformis
- Cedrus longisaccata
- Cedrus lopatinii
- Cedrus lotharingica
- Cedrus magnisaccata
- Cedrus media
- Cedrus minuta
- Cedrus minutula
- Cedrus oblonga
- Cedrus obscura
- Cedrus pachyderma
- Cedrus parvisaccata
- Cedrus penzhinaensis
- Cedrus permira
- Cedrus piceiformis
- Cedrus piniformis
- Cedrus pusilla
- Cedrus radiostriata
- Cedrus rara
- Cedrus sauerae
- Cedrus undata
- Cedrus vivariensis